# Miličín
Miličín är en ort i Tjeckien.   Den ligger i regionen Mellersta Böhmen, i den centrala delen av landet, 60 km söder om huvudstaden Prag. Miličín ligger 603 meter över havet och antalet invånare är 880.
Terrängen runt Miličín är platt åt sydost, men åt nordväst är den kuperad. Miličín ligger uppe på en höjd. Runt Miličín är det ganska glesbefolkat, med 30 invånare per kvadratkilometer. Närmaste större samhälle är Tábor, 17,3 km söder om Miličín. Trakten runt Miličín består till största delen av jordbruksmark.